# Дача Ятовца
Дача Ятовца — особняк начала XX века в Ялте, построенный в 1907 году по заказу ялтинского купца С. М. Ятовца. Впоследствии корпус № 3 Санатория им. А. П. Чехова. Современный адрес: Ялта, ул. Халтурина, 32-а, корпус № 6, литер «А». Памятник градостроительства и архитектуры регионального значения.

## Дача С. М. Ятовца
Известно, что купец, член Ялтинского Торгово-промышленного союза, Самуил Моисеевич Ятовец, владел участком в Нижней Аутке площадью более 4000 квадратных саженей (около 1,82 гектара). Время и обстоятельства приобретения земли пока неизвестны. В 1901 году западную часть владения, площадью 2527 квадратных саженей «без построек», С. М. Ятовец продал дворянину, поручику запаса, Юрию Андреевичу Нечаеву.
Считается, что, скорее всего, к 1906—1907 году Самуил Моисеевич построил на своём участке, по проекту архитектора Льва Шаповалова особняк с парком вокруг дома, как это было тогда принято. Здание в стиле модерн имело на парадном фасаде большую полукруглую веранду, сам фасад выделялся плавными волнистыми линиями. В июле 1915 года Харьковским земельным банком имущество С. М. Ятовца было выставлено на публичные торги и участок с постройками приобрел, за 41 тысячу золотых рублей, владелец соседнего имения Ю. А. Новосельцев. Бывший владелец, Самуил Моисеевич Ятовец, умер весной 1920 года. На сайте Государственного комитета по охране культурного наследия Республики Крым утверждается, что корпус № 3 санатория — бывшая дача дворянина К. В. Бентковского, перестроенная в 1950-х годах.

## После революции
6 декабря 1920 года приказом председателя Революционного комитета Крыма были изъяты «из частного владения как разных ведомств, так и частных лиц все имения Южного берега Крыма в районе от Судака до Севастополя включительно» и передавались в ведение специально созданного Управления Южсовхоза. В 1922 году «Южкрымкуруправление», под руководством, Д. И. Ульянова,  в экспроприированном доме Ятовца (и особняке Новосельцева) открыло Дом отдыха Наркомтруда на 100 мест. В 1934 году здравницу переподчиняют Санаторно-курортному объединению ВЦСПС под назанием «санаторий им. Артёма». По другим данным санаторием им. Артема дача стала в 1925 году. Довоенный санаторий был рассчитан на 160 койко-мест и, кроме бывшего дома Ятовца, занимал также расположенные рядом здания бывших имений Новосельцева (ныне ул. Халтурина, 32, корпус № 3, литер «В», памятник архитектуры регионального значения) и Александра Митрофановича Остроумова (также памятник архитектуры регионального значения, на сайте Культурного наследия ошибочно подписанный, как «Стационар „Гастрия“ доктора И. Ф. Лебедева», так как известно, что пансион Лебедева выглядел иначе). В 1954 году в бывшей даче Ятовца было открыто хирургическое отделение В 1957 году санатории «Яузлар» и им. Артема объединяются в противотуберкулезный санаторий им. А. П. Чехова. Санаторий им. А. П. Чехова ликвидирован в сентябре 2021 года.